# ابزلی، بالا
ابزلی، بالا (به لاتین: Abazlı, Bala) یک Köy در ترکیه است که در استان آنکارا واقع شده‌است.